# اسر یننلر
اسر یننلر (انگلیسی: Eser Yenenler؛ زادهٔ ۱۴ فوریهٔ ۱۹۸۴) مجری تلویزیون، بازیگر، کمدین اهل ترکیه است. وی از سال ۲۰۰۴ میلادی تاکنون مشغول فعالیت بوده‌است.